# 靖和街道
靖和街道，是中华人民共和国吉林省延边朝鲜族自治州珲春市下辖的一个乡镇级行政单位。2021年11月18日，调整管辖范围。调整后，靖和街道办事处西起新安路，东至沿河东胡同，北起渤海东大街，南至库克纳河，辖原靖和街道的永新、文化、沿河、大唐、龙盛、康平、希望、新兴、友好、龙泉、民安11个社区和原英安镇的城北村。

## 行政区划
靖和街道下辖以下地区：
永新社区、文化社区、龙盛社区、康平社区、沿河社区、希望社区、大唐社区、新兴社区、友好社区、林园社区、龙泉社区和民安社区。